# Sonja Lang
Sonja Lang (Nuovo Brunswick, 1º novembre 1978) è una linguista, traduttrice, esperantista e glottoteta canadese, che conosce l'inglese, il francese e l'esperanto. Attualmente vive a Toronto, in Canada.
È nota per aver inventato il Toki Pona, un linguaggio semplice (composto da solo 120 parole) derivante dalla mescolanza di più idiomi e basato sulla filosofia del taoismo.
In un'intervista del 2007 al Los Angeles Times Sonja Lang dichiara che il nuovo linguaggio artificiale da lei creato «è figlio di un momento di depressione e del fascino che esercitano su di me Tolkien, la cultura Zen, il taoismo».